# Chaîne latérale

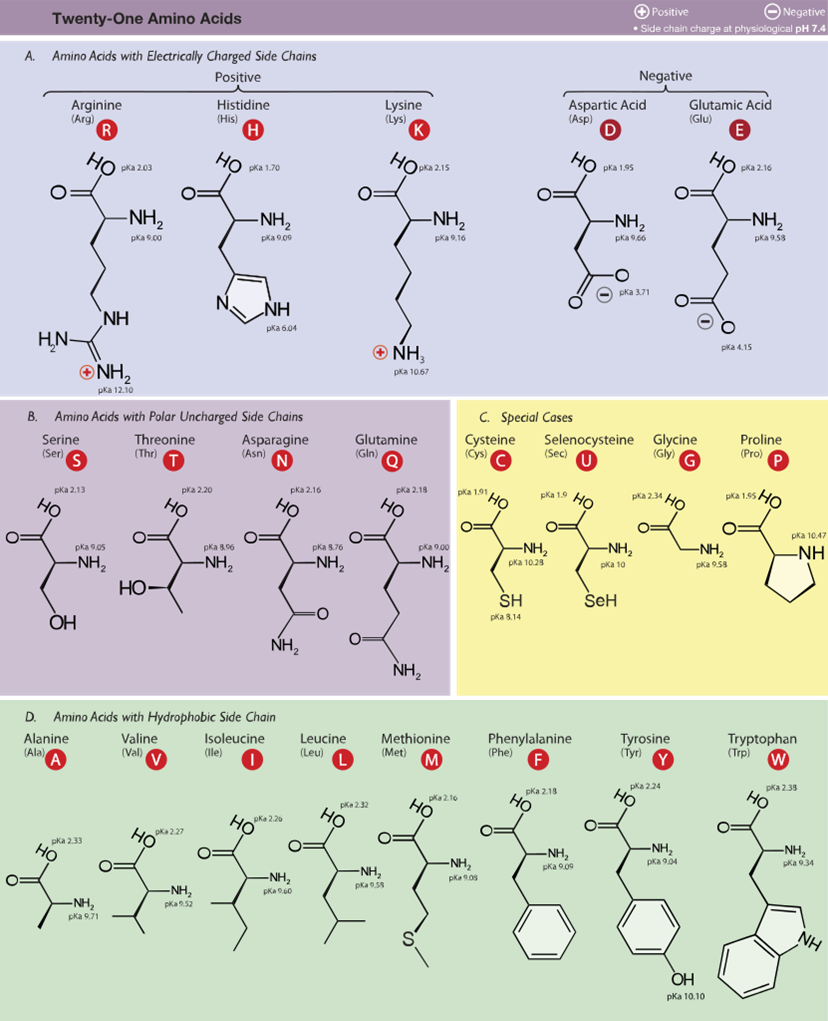
Les acides aminés protéinogènes ont la même base, mais chacun a une chaîne latérale différente.

En chimie organique et en biochimie, une chaîne latérale est une partie de molécule rattachée au cœur ou à la chaîne principale de la structure.
On les désigne souvent sous le terme générique de groupe R, leur nature pouvant être quelconque ; cependant, elles sont typiquement stables et liées de manière covalente à un atome (le point de ramification) de la chaîne principale. Les abréviations R et groupe R, qui réfèrent donc parfois aux chaînes latérales, proviennent du terme radical.
Les chaînes latérales sont un moyen de fonctionnaliser une molécule, en conjuguant les propriétés de la chaîne principale et les leurs propres.